# Bla Bla Bla (singel)
Bla Bla Bla – singel polskich influencerek, Fagaty i Natalisy, który został wydany 22 marca 2024.
Nagranie otrzymało w Polsce status złotej płyty 31 grudnia 2024.
Singel zdobył ponad 3 miliony wyświetleń w serwisie YouTube oraz ponad 5 milionów odsłuchań w serwisie Spotify.

## Nagrywanie
Utwór został wyprodukowany przez Syra. Za mix/mastering i realizację utworu odpowiada również Syru. Tekst do utworu został napisany przez Agatę Fąk i Natalię Sadowką.

## Twórcy
Opracowano na podstawie materiałów źródłowych.
- Agata „Fagata” Fąk – wokal, tekst
- Natalia „Natalisa” Sadowska – wokal, tekst
- Piotr „Syru” Syrówka – tekst, kompozycja, produkcja, realizacja

## Notowania
W Polsce utwór zadebiutował na 84. miejscu na polskiej liście sprzedaży – OLiS oraz na 75. miejscu na Top 200 Spotify Polska.

## Certyfikaty i sprzedaż
| Państwo       | Certyfikat  | Sprzedaż | Data przyznania |
| ------------- | ----------- | -------- | --------------- |
| Polska (ZPAV) | złota płyta | 25 000+  | 31 grudnia 2024 |